# Tamanrasset (fleuve)

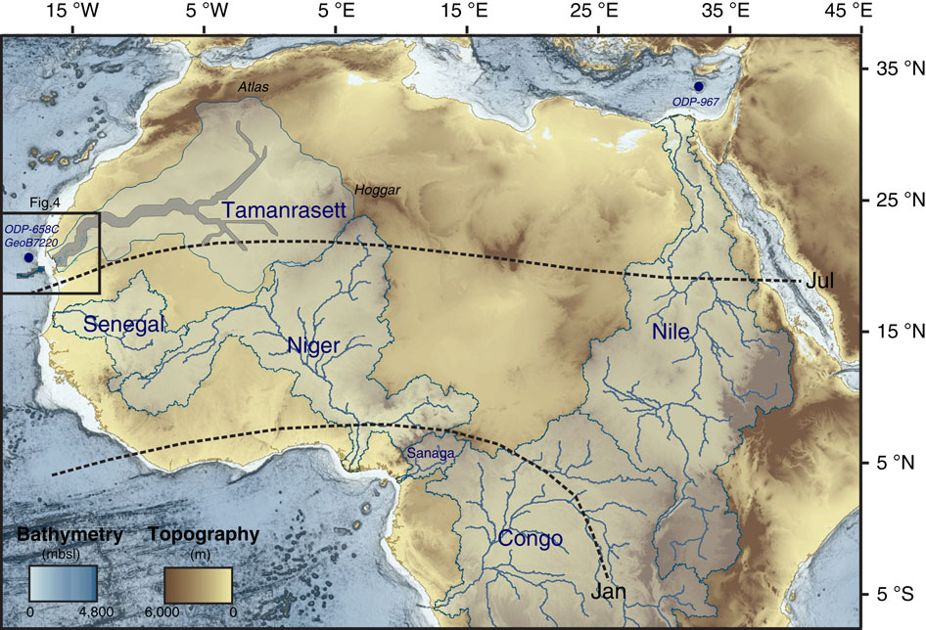
Aperçu du cours principal du Tamanrasett représenté aux côtés des actuels bassins fluviaux Nil, Sénégal, Niger, Sanaga et Congo

Le Tamanrasset est un vaste paléo-fleuve qui aurait traversé l'Afrique de l'Ouest il y a seulement 5000 ans.
Son existence a été envisagée en 2015 par des chercheurs de l'institut français IFREMER.
Le bassin du fleuve Tamanrasset serait comparable au bassin fluvial actuel du Gange-Brahmapoutre en Asie,,,,,.

## Un paléo-fleuve du Hoggar à l'Atlantique
Le Tamanrasett aurait coulé à travers le Sahara dans les temps anciens à partir de sources situées dans les montagnes du sud de l'Atlas et les hautes terres du Hoggar dans ce qui est maintenant l'Algérie.
Le fleuve aurait contribué à alimenter le canyon du  cap Timiris, situé au large de la côte de la Mauritanie, canyon situé à 3000 mètres de profondeur et ayant une largeur maximale de 2,5 km,.
L'existence de ce  fleuve aurait eu de vastes implications dans les phases de migrations humaines de l'Afrique centrale vers le Moyen-Orient, l'Europe et l'Asie. Désert jadis réputé comme inhospitalier, le Sahara aurait donc été en fait une route occidentale facilitant les flux migratoires vers l'Europe,
,
,
.
L'ancien fleuve aurait été actif durant la période humide africaine, lors des oscillations climatiques causées par les précessions de l’orbite de la Terre autour du Soleil.
Le paléofleuve a été découvert grâce à un système de satellites orbitaux japonais appelé PALSAR (Phased Array type L-band Synthetic Aperture Radar). La détection par micro-ondes permettant au PALSAR d'observer sous la surface des sables sahariens a ainsi détecté l'eau fossile qui y coule toujours.

## Un autre paléo-fleuve en Libye
Dès 2004 des chercheurs américains et saoudiens avaient déjà détecté un important réseau hydrographique fossile près de l'oasis de Koufra (Libye) et s'étendant sous la surface de trois pays : la Libye, l'Égypte et le Tchad.
Philippe Paillou, planétologue de l'INSU-CNRS (université Bordeaux-I) et son équipe, étudiant les données radar de PALSAR, ont découvert le lit d'un paléo-fleuve de 1 200 km de long, sous des dépôts éoliens de l'Est de la Libye. Cet ancien fleuve pourrait dater de 5 à 6 millions d’années.